# アール・M・ヨルゲンセン
アール・M・ヨルゲンセン・カンパニー（英語: Earle M. Jorgensen Company）は、アメリカ合衆国カリフォルニア州の鉄鋼メーカー企業。1923年に創設。
2006年、リリアンス・スティール&アルミニウムに買収された。